# Iván Alypov
Iván Vladímirovich Alypov –en ruso, Иван Владимирович Алыпов– (Sverdlovsk, URSS, 19 de abril de 1982) es un deportista ruso que compitió en esquí de fondo.
Participó en los Juegos Olímpicos de Turín 2006, obteniendo una medalla de bronce en la prueba de velocidad por equipo (junto con Vasili Rochev).

## Palmarés internacional
| Juegos Olímpicos | Juegos Olímpicos | Juegos Olímpicos  | Juegos Olímpicos     |
| Año              | Lugar            | Medalla           | Prueba               |
| ---------------- | ---------------- | ----------------- | -------------------- |
| 2006             | Turín (Italia)   | Medalla de bronce | Velocidad por equipo |